# Dorfkirche Pfaffendorf (Rietz-Neuendorf)

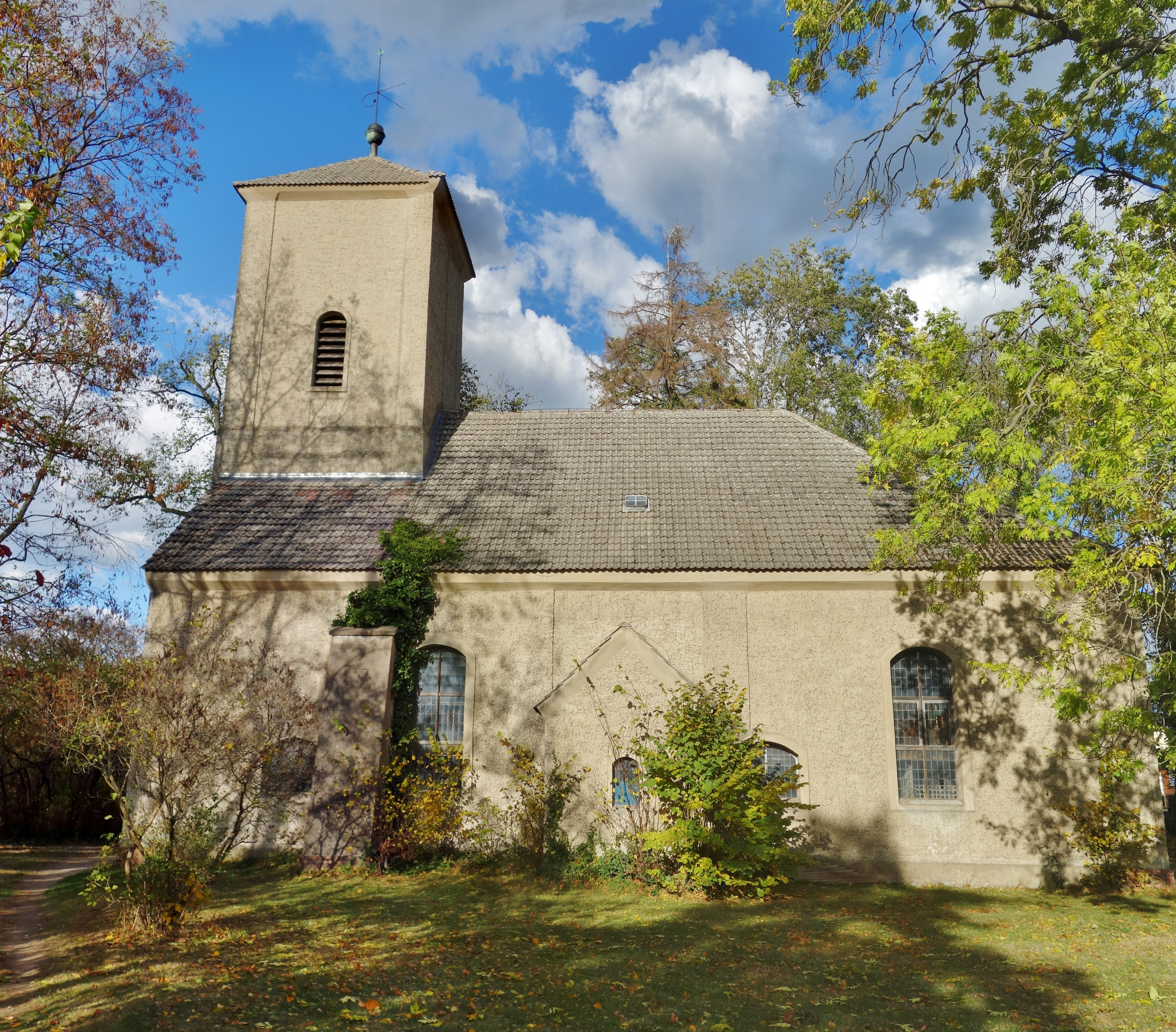
Dorfkirche Pfaffendorf

Die evangelische Dorfkirche Pfaffendorf ist eine Saalkirche in Pfaffendorf, einem Ortsteil der Gemeinde Rietz-Neuendorf im Landkreis Oder-Spree im Land Brandenburg. Die Kirchengemeinde gehört zum Kirchenkreis Oderland-Spree der Evangelischen Kirche Berlin-Brandenburg-schlesische Oberlausitz.

## Lage
Die Bundesstraße 168 führt als Pfaffendorfer Chausse in Nord-Süd-Richtung als zentrale Verbindungsachse durch den Ort. Im historischen Dorfzentrum steht die Kirche westlich der Straße auf einem Grundstück, das mit einer Mauer aus unbehauenen und nicht lagig geschichteten Feldsteinen eingefriedet ist.

## Geschichte
Das Bauwerk ersetzte einen Vorgängerbau, der nach 75 Jahre baufällig geworden war. Die Grundsteinlegung erfolgte im Jahr 1735, die Kirchweihe fand am 6. September 1736 statt. 1841 erwarb die Kirchengemeinde eine Orgel. Im Ersten Weltkrieg musste die Kirchengemeinde die größere der beiden Glocken im Zuge einer Metallspende des deutschen Volkes abgeben. Im November 1924 erneuerten Handwerker den Westturm. Dabei nahmen sie auch die Turmkugel ab und entdeckten einige unleserlich gewordene Urkunden. Der amtierende Pastor Schmidt erstellte ein neues Dokument und ergänzte es mit einigen Geldscheinen aus der Zeit der Deutschen Inflation. Im Zuge der Baumaßnahmen ersetzte die Kirchengemeinde das Geläut. Bei der Demontage der vorhandenen Glocke stellte sich heraus, dass diese bereits 1458 gegossen worden war. Sie wurde zusammen mit einer neuen Stahlglocke wieder in den Kirchturm verbracht. In den Jahren 1973 bis 1981 erfolgten umfangreiche Sanierungsarbeiten.

## Baubeschreibung

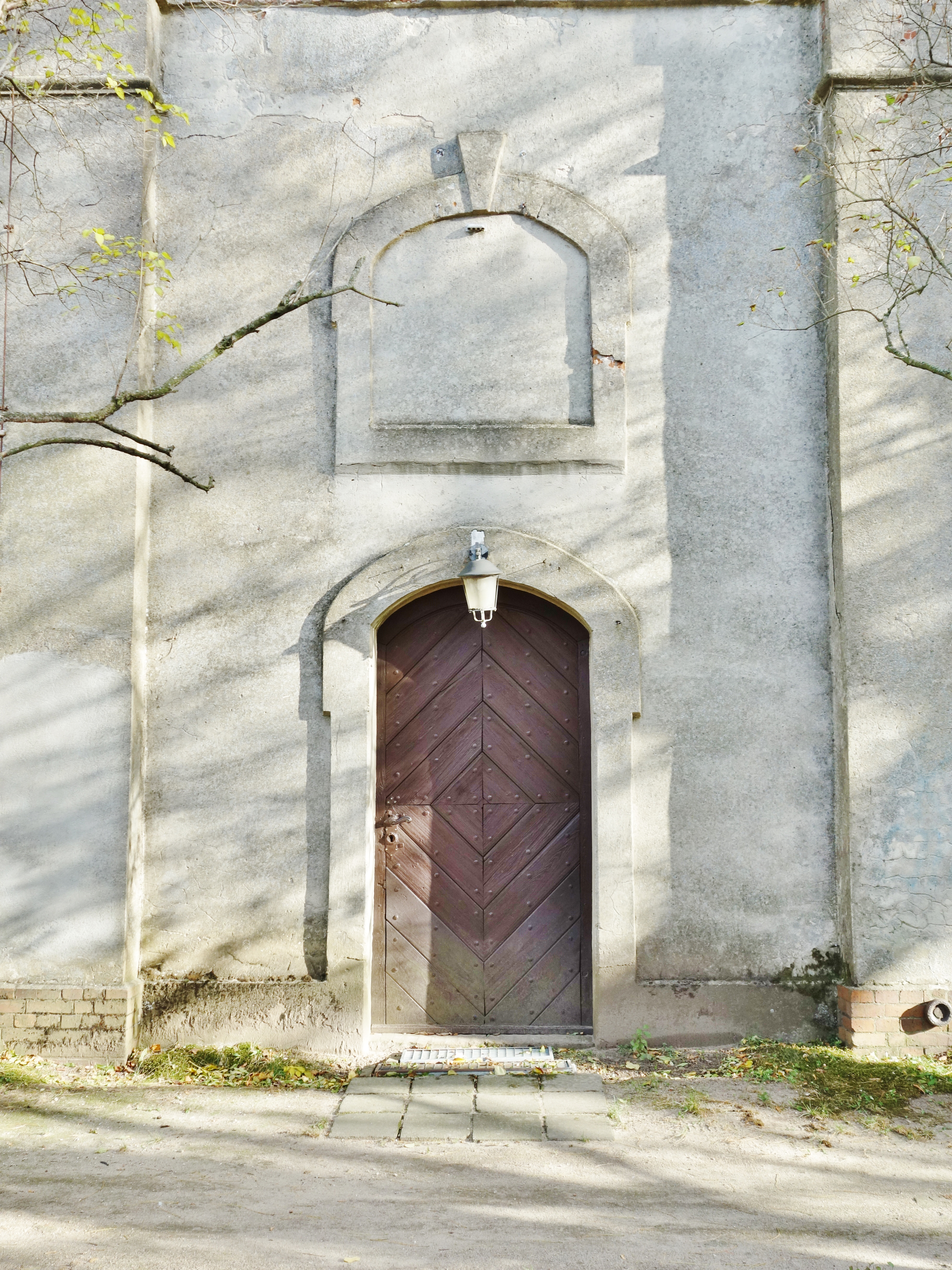
Westportal

Das Bauwerk entstand im Wesentlichen aus Mauersteinen, die anschließend verputzt wurden. Der Chor ist gerade und nicht eingezogen. An der Ostseite sind zwei große Rundbogenfenster, deren Form durch Faschen nochmals betont werden.
Das Kirchenschiff hat einen rechteckigen Grundriss. An der Nordseite sind drei große Rundbogenfenster, die die Form aus der Chorostwand aufnehmen. Zwischen dem östlich gelegenen Fenster und den beiden mittleren Fenstern ist ein deutlich kleineres und tiefer gesetztes Rundbogenfenster. Eine solche Kombination findet sich auch auf der Südseite. An Stelle der beiden westlich gelegenen Fenster errichteten die Handwerker jedoch hier nur ein großes Rundbogenfenster. Im mittleren Bereich ist ein kleiner Vorbau mit einem quergestellten Satteldach. Das Schiff trägt ebenfalls ein Satteldach, das nach Osten hin abgewalmt ist.
Im Westen schließt sich der querrechteckige Kirchturm an. Er kann durch ein rundbogenförmiges Portal von Westen her betreten werden. Darüber ist eine kleine, rundbogenförmige Blende mit einem keilförmigen Schlussstein. Am Übergang zwischen Turm und Schiff stabilisieren auf jeder Seite ein mächtiger Strebepfeiler das Bauwerk. An der Nord- und Südseite ist im Erdgeschoss ein kleines Rundbogenfenster. Darüber erhebt sich das Glockengeschoss. Es hat auf den drei zugänglichen Seiten je eine rundbogenförmige Klangarkade. Oberhalb ist ein Pyramidendach, das mit einer Turmkugel abschließt.

## Ausstattung
Der Kanzelaltar stammt aus dem Ende des 18. Jahrhunderts. Auf dem westlichen Teil der Hufeisenempore steht eine Orgel des Orgelbauers Weber aus Lieberose. Zur weiteren Kirchenausstattung gehört ein Leuchterpaar aus Zinn aus dem Jahr 1618. Die Ausmalung sowie das Gestühl stammen aus der Zeit des Umbaus in den 1970er und 1980er Jahren.
Südlich der Kirche erinnert ein Kriegerdenkmal an die Gefallenen aus den Weltkriegen. Der Obelisk trägt die Inschrift „Den Helden unserer Gemeinde im Weltkriege 1914–1920 / Sie opferten Zukunft und Jugendglück / Sie kehren nie wieder zur Heimat zurück / M. Schaefer Beeskow“.